# Jacques Pierre Soyez
Pour les articles homonymes, voir Soyez.
Jacques Pierre Soyez, baron de Beauchesne (Beauchêne), né le 1er avril 1765 à Lisieux (Calvados), mort le 28 mars 1813 à Verdun-sur-Meuse (Meuse), est un militaire français de la Révolution et de l’Empire.

## États de service
Il entre en service le 25 décembre 1781, comme fusilier au régiment de Poitou, il passe le 1er mai 1784, dans une compagnie de grenadiers et il obtient son congé pour entrer comme capitaine dans la garde nationale active le 17 janvier 1790. 
Le 28 juillet 1792, il commande le 4e bataillon des Fédérés Nationaux, et il fait les campagnes de 1792 à l’an IX aux armées du Nord, de l’Ouest, de Sambre-et-Meuse, d’Allemagne, d’Helvétie, du Danube et du Rhin. 
Le 27 mai 1799, il est chargé par le général Ney, avec le 1er bataillon de la 23e demi-brigade de ligne, d’arrêter la marche de l’ennemi qui s’avance rapidement sur Winterthour. Il soutient longtemps avec succès les efforts Autrichiens, mais pressé par le nombre et menacé d’être bientôt enveloppé, il parvient par une manœuvre habilement combinée, non seulement à se tirer de cette position difficile, mais encore à prendre 2 pièces de canon dont l’ennemi s’était emparé, à lui faire 500 prisonniers et à le mettre complètement en déroute, ce qui assure les arrières de la division. Le 16 du même mois, le général en chef Masséna lui confie la défense, avec son bataillon, de l’entrée de la ville de Zurich, lui ordonnant de tenir dans ce poste jusqu’à la dernière extrémité. Vigoureusement attaqué à plusieurs reprises par des forces infiniment supérieures, il repousse constamment les Autrichiens qui, après avoir éprouvé des pertes considérables, sont obligés de se retirer en désordre. Le commandant Soyez perd dans cette affaire plus de la moitié de son bataillon.
Le 1er décembre 1800, le général Ney lui prescrit d’occuper, avec son unité, un plateau au-dessus de Haag en Bavière, afin de soutenir la retraite de la division. Soyez, malgré le feu meurtrier de l’ennemi, ne quitte sa position que pour opérer lui-même sa retraite dans le plus grand ordre, à travers les rangs autrichiens. Il reçoit pendant l’action un coup de feu à la cuisse gauche.
En l’an X et en l’an XI, il est employé sur les côtes de la Méditerranée, et il est nommé major du 24e régiment d’infanterie de ligne le 3 novembre 1803. Il est fait chevalier de la Légion d’honneur le 25 mars 1804, et il sert au camp de Brest pendant les ans XII et XIII. 
Il est promu colonel au 39e régiment d’infanterie de ligne le 18 mars 1807, et il participe à la campagne de Pologne à la tête de son régiment. En 1808, il est affecté au corps d’observation d’Allemagne, et il obtient la croix d’officier de la Légion d’honneur le 18 février 1808. 
Rattaché aux armées d’Espagne et de Portugal de 1809 à 1811, il est créé baron de l’Empire le 16 septembre 1809. Le 29 août 1811, il est appelé au commandement du camp de prisonniers de Verdun, et il meurt dans l’exercice de ses fonctions le 28 mars 1813.

## Dotation
- Dotation de 4 000 francs de rente annuelle sur les biens réservés en Westphalie le 17 mars 1808.

## Armoiries
| Figure | Nom du baron et blasonnement |
| ------ | --- |
|        | Armes du baron Jacques Pierre Soyez de Beauchesne et de l'Empire, décret du 19 mars 1808, lettres patentes du 16 septembre 1808, officier de la Légion d'honneur D'or ; au chêne de sinople terrassé de sable, quartier des barons militaires. Livrées : bleu, blanc, et verd ; le verd dans les bordures seulement. |

## Sources
- A. Lievyns, Jean Maurice Verdot, Pierre Bégat, Fastes de la Légion-d'honneur, biographie de tous les décorés accompagnée de l'histoire législative et réglementaire de l'ordre, Tome 4, Bureau de l’administration, 1844, 640 p. (lire en ligne), p. 420.
- « La noblesse d’Empire » (consulté le 16 août 2017)
- Vicomte Révérend, Armorial du premier empire, tome 4, Honoré Champion, libraire, Paris, 1897, p. 263.
- Léon Hennet, Etat militaire de France pour l’année 1793, Siège de la société, Paris, 1903, p. 344.
- Auguste Dide, La Révolution française : revue d'histoire moderne et contemporaine, Volume 16, Charavay frères, 1889, p. 360.
- Danielle Quintin et Bernard Quintin, Dictionnaires des colonels de Napoléon, S.P.M., 2013, 978 p. (ISBN 978-2-296-53887-0, lire en ligne)